# Parcoul-Chenaud
Parcoul-Chenaud é uma comuna francesa na região administrativa da Nova Aquitânia, no departamento da Dordonha. Estende-se por uma área de 26.75 km². Em 2010 a comuna tinha 798 habitantes (densidade: 29,8 hab./km²).
Foi criada em 1 de janeiro de 2016, a partir da fusão das antigas comunas de Parcoul e Chenaud.